# Dimítrios Papadópoulos
Pour les articles homonymes, voir Papadopoulos.
Dimítrios Papadópoulos (en grec : Δημήτριος Παπαδόπουλος), ou Dimítris Papadópoulos (Δημήτρης Παπαδόπουλος), né le 20 septembre 1981 à Gagarine en URSS (actuellement Ouzbékistan), est un footballeur international grec évoluant au poste d'attaquant.

## Palmarès
- Vainqueur du Championnat d'Europe des nations : 2004 (Grèce).
- Champion de Grèce : 2004 (Panathinaïkos).
- Coupe de Grèce : 2004 (Panathinaïkos).
- Champion de Croatie : 2010 (Dinamo Zagreb).
- Joueur grec de l'année 2004.